# Episodi di Torchwood (prima stagione)
La prima stagione della serie televisiva Torchwood, composta da 13 episodi, è andata in onda sul canale britannico BBC Three dal 22 ottobre 2006 al 1º gennaio 2007.
La fine dell'episodio La fine dei giorni si collega con l'inizio dell'episodio Utopia della serie originaria Doctor Who.
In Italia è stata trasmessa da Jimmy dal 3 settembre al 26 novembre 2007.
| nº | Titolo originale        | Titolo italiano             | Prima TV UK      | Prima TV italiana |
| -- | ----------------------- | --------------------------- | ---------------- | ----------------- |
| 1  | Everything Changes      | Tutto cambia                | 22 ottobre 2006  | 3 settembre 2007  |
| 2  | Day One                 | Primo giorno                | 22 ottobre 2006  | 10 settembre 2007 |
| 3  | Ghost Machine           | La macchina dei fantasmi    | 29 ottobre 2006  | 17 settembre 2007 |
| 4  | Cyberwoman              | La donna cibernetica        | 5 novembre 2006  | 24 settembre 2007 |
| 5  | Small Worlds            | Le fate cattive             | 12 novembre 2006 | 1º ottobre 2007   |
| 6  | Countrycide             | Il villaggio degli orrori   | 19 novembre 2006 | 8 ottobre 2007    |
| 7  | Greeks Bearing Gifts    | Un amore venuto da lontano  | 26 novembre 2006 | 15 ottobre 2007   |
| 8  | They Keep Killing Suzie | Continuano a uccidere Suzie | 3 dicembre 2006  | 22 ottobre 2007   |
| 9  | Random Shoes            | L'occhio alieno             | 10 dicembre 2006 | 29 ottobre 2007   |
| 10 | Out of Time             | Fuori dal tempo             | 17 dicembre 2006 | 5 novembre 2007   |
| 11 | Combat                  | Combattimento               | 24 dicembre 2006 | 12 novembre 2007  |
| 12 | Captain Jack Harkness   | Il capitano Jack Harkness   | 1º gennaio 2007  | 19 novembre 2007  |
| 13 | End of Days             | La fine dei giorni          | 1º gennaio 2007  | 26 novembre 2007  |

## Tutto cambia
- Titolo originale: Everything changes
- Diretto da: Brian Kelly
- Scritto da: Russell T. Davies

### Trama
Una poliziotta di nome Gwen Cooper si trova sulla scena di un crimine quando 4 persone si avvicinano e con un guanto particolare riportano in vita per 2 minuti il cadavere, essi lavorano per l'istituto Torchwood, che si occupa dei casi legati agli attacchi alieni, infatti anche la vittima è stata presumibilmente uccisa da un alieno, un Weevil. Il capo del Torchwwod, il capitan Jack Harkness, si accorge di Gwen e, dopo averle mostrato Torchwood e presentato i suoi collaboratori (Owen, Toshiko, Ianto e Suzie), le cancella la memoria. Alla fine, Gwen riacquista i suoi ricordi e scopre che il colpevole non è un Weevil ma Suzie, che voleva testare il potere del guanto della resurrezione. Suzie cerca di uccidere Gwen, ma interviene Jack che cerca di farla ragionare, Suzie spara al capitano, ma poi lui inspiegabilmente torna in vita, infine Suzie si spara togliendosi la vita. Jack rivela a Gwen di essere immortale, spiegando che dopo essere morto (affrontando i Dalek nell'ultimo episodio della prima stagione di Doctor Who) lui è ritornato in vita e da allora non riesce più a morire, ma la prega di non dire niente agli altri perché ne sono all'oscuro, infine notando il talento della ragazza, le offre la possibilità di lavorare a Torchwood, e lei accetta.
- Altri interpreti: Indira Varma (Suzie Costello), Tom Price (PC Andy Davidson), Paul Kasey (Weevil)
- Nota. Jack parlando con Gwen le spiega che non sa per quale motivo è diventato immortale; la cosa verrà chiarita nella terza stagione di "Doctor Who", dove il Dottore spiegherà a Jack che in seguito alla sua morte, Rose Tyler aveva assorbito il potere dell'anima del TARDIS col quale lo ha fatto risorgere, facendolo diventare un immortale.

## Primo giorno
- Titolo originale: Day one
- Diretto da: Brian Kelly
- Scritto da: Chris Chibnall

### Trama
Un meteorite precipita vicino a Cardiff, quelli del Torchwood si recano sul posto e Gwen colpisce accidentalmente con uno scalpello il meteorite liberando una specie di gas. Il gas è un alieno che, impadronendosi del corpo della giovane Carys, si ciba di orgasmo lasciando i partner in polvere.
- Altri interpreti: Sarah Lloyd Gregory (Carys Fletcher), Tom Price (PC Andy Davidson), Brendan Charleson (Ivan Fletcher)

## La macchina dei fantasmi
- Titolo originale: Ghost machine
- Diretto da: Colin Teague
- Scritto da: Helen Raynor

### Trama
Gwen e, successivamente, Owen provano una macchina (dalle dimensioni di un telefono) sottratta da Bernie in un garage nei pressi di Splott a sud di Cardiff, che fa provare emozioni successe tempo prima nel luogo dove si trovano. Owen assiste, chiaramente impotente, ad uno stupro con omicidio avvenuto da Ed Morgan ai danni di Lizzie Lewis nel 1963: cercherà inizialmente di farsi giustizia da solo.
- Altri interpreti: Gareth Thomas (Ed Morgan anziano), Ben McKay (Sean "Bernie" Harris), Emily Evans (Lizzie Lewis), Christopher Elson (Ed Morgan giovane)

## La donna cibernetica
- Titolo originale: Cyberwoman
- Diretto da: James Strong
- Scritto da: Chris Chibnall

### Trama
Ianto ha nascosto da tempo nei locali del Torchwood la fidanzata ferita di nome Lisa, su una macchina per la conversione cibernetica. Con l'aiuto del dott. Tanizaki, poi ucciso, Lisa diventa una Cyberwoman anche se il procedimento non è completato. Tuttavia Lisa mette in serio pericolo quelli del Torchwood, anche la malcapitata Annie, che consegna due pizze, la quale verrà usata da Lisa per cercare di tornare umana.
- Altri interpreti: Caroline Chikezie (Lisa Hallett), Togo Igawa (Dott. Tanizaki), Bethan Walker (Annie)

## Le fate cattive
- Titolo originale: Small worlds
- Diretto da: Alice Troughton
- Scritto da: Peter J. Hammond

### Trama
Jack visita Estelle, una "vecchia" amica, perché riappaiono dopo tanto tempo le Fate cattive, che qualche giorno dopo annegheranno Estelle. Le Fate proteggono una prescelta, la piccola Jasmine, e uccidono chiunque la importuni a cominciare dal pedofilo Goodson e dal patrigno Roy per soffocamento con i petali rossi. Ma alla fine Jack è costretto a lasciarla andare con loro, pena altri omicidi e la fine del mondo
- Altri interpreti: Eve Pearce (Estelle), Lara Phillipart (Jasmine Pierce), Adrienne O'Sullivan (Lynn Pierce), William Travis (Roy), Roger Barclay (Goodson)

## Il villaggio degli orrori
- Titolo originale: Countrycide
- Diretto da: Andy Goddard
- Scritto da: Chris Chibnall

### Trama
Quelli del Torchwood sono in un villaggio di Brecon Beacons per indagare su 17 sparizioni. Durante una ricerca, Toshiko e Ianto vengono catturati da una coppia (gli Sherman) che si rivelano essere i colpevoli non solo delle sparizioni, ma anche della macellazione dei corpi. Poi con l'aiuto del nipote-poliziotto Huw, prendono anche Gwen, Owen e il giovane Kieran che cerca di aiutarli. Jack cercherà di liberarli.
- Altri interpreti: Owen Teale (Evan Sherman), Maxine Evans (Helen Sherman), Calum Callaghan (Kieran), Rhys op Trefor (Huw)

## Un amore venuto da lontano
- Titolo originale: Greeks bearing gifts
- Diretto da: Colin Teague
- Scritto da: Toby Whithouse

### Trama
Viene trovato in un cantiere uno strano manufatto e uno scheletro di un uomo morto nel 1812. Intanto Toshiko incontra Mary, che sa tutto di lei e che le dona un ciondolo in grado di leggere i pensieri. Poi Mary si rivela un'aliena e, approfittando di essere diventata molto intima con Toshiko, si fa portare nel Torchwood. Jack prende lo strano manufatto (che si scopre essere un trasportatore) e spedisce Mary nel Sole.
- Altri interpreti: Daniela Denby-Ashe (Mary), Tom Robertson (soldato)

## Continuano a uccidere Suzie
- Titolo originale: They keep killing Suzie
- Diretto da: James Strong
- Scritto da: Paul Tomalin e Dan McCulloch

### Trama
La scritta "Torchwood" su un muro col sangue di due cadaveri, induce Gwen a provare il "guanto della resurrezione" su Suzie, che dice di conoscere Max, l'autore del duplice omicidio: dopo averlo preso, recita una poesia che blocca Torchwood. È Suzie ha organizzato tutto e sta portando via la vita a Gwen che, ignara, la porta a uccidere il proprio padre. Con l'aiuto del detective Swanson, Jack e Owen riescono a fuggire e uccidere nuovamente Suzie, grazie anche a Toshiko che distrugge il guanto.
- Altri interpreti: Indira Varma (Suzie Costello), Yasmin Bannerman (Kathy Swanson), Badi Uzzaman (padre di Suzie), Shend (Max)

## L'occhio alieno
- Titolo originale: Random shoes
- Diretto da: James Erskine
- Scritto da: Jacquetta May

### Trama
Il gruppo Torchwood è attorno a un cadavere di nome Eugene Jones, investito da un'auto. Gwen, seguita dal fantasma di Eugene, scopre che un insegnante, 14 anni prima, aveva regalato a Eugene un occhio alieno. Eugene cerca di venderlo su internet, ma i compratori sono Josh e Gary, due amici che vogliono fargli uno scherzo. Al funerale, il fantasma di Eugene si materializza e salva Gwen da un'auto.
- Altri interpreti: Paul Chequer (Eugene Jones), Luke Bromley (Eugene bambino), Nicola Duffett (Bronwen Jones), Steven Meo (Josh), Celyn Jones (Gary)

## Fuori dal tempo
- Titolo originale: Out of the time
- Diretto da: Alice Troughton
- Scritto da: Catherine Tregenna

### Trama
Il gruppo Torchwood attende un aereo con tre persone (John, Emma e la pilota Diane) partito mezz'ora prima, ma nel 1953. I tre si trovano chiaramente spaesati e, nonostante i tentativi di Torchwood per renderli a proprio agio, John preferisce il suicidio e Diane fugge col suo aereo. Solo la diciottenne Emma ci prova: va a Londra per tentare la carriera nella moda.
- Altri interpreti: Louise Delamere (Diane Holmes), Mark Lewis Jones (John Ellis), Olivia Hallinan (Emma-Louise Cowell)
- Note: l'episodio è ispirato all'aviatrice Amelia Earhart, scomparsa nel 1937 mentre stava sorvolando l'Oceano Pacifico.[7]

## Combattimento
- Titolo originale: Combat
- Diretto da: Andy Goddard
- Scritto da: Noel Clarke

### Trama
Jack e Gwen inseguono un Weevil che, però, viene catturato da un furgone con gente incappucciata. Toshiko rintraccia il furgone, ma lei e Jack nel magazzino trovano solo un cadavere. Owen, ancora affranto dalla partenza di Diane, incontra il proprietario di quel magazzino Mark Lynch che, dopo un litigio col fidanzato di una barista, lo porta ad un combattimento, dove la scommessa è di rimanere in gabbia con un Weevil il più possibile, rischiando la morte. L'arrivo di Jack mette fine a tutto questo, anche se Lynch preferisce morire in gabbia col Weevil.
- Altri interpreti: Alex Hassell (Mark Lynch), Paul Kasey (Weevil), Alexandra Dunn (barista), Matthew Raymond (fidanzato della barista)

## Il capitano Jack Harkness
- Titolo originale: Capitan Jack Harkness
- Diretto da: Ashley Way
- Scritto da: Catherine Tregenna

### Trama
Jack e Toshiko vanno in un edificio disabitato dove si sente musica anni 40 e improvvisamente si trovano in mezzo ad una festa del 1941. Durante un diverbio con il soldato Tim, Jack e Toshiko incontrano un capitano che si chiama proprio Jack Harkness. Toshiko lascia due indizi per Gwen, ma Bilies Manger (che pare passare dal 1941 al presente senza problemi) cancella qualche numero impedendo così a Jack e Toshiko di tornare. Owen prende i progetti e il pezzo mancante del "manipolatore del Tempo" e, nonostante gli avvertimenti di pericolo di Ianto, apre la Fessura spazio-temporale facendo tornare Toshiko e Jack, che lascia a malincuore il capitano Jack con un bacio d'addio.
- Altri interpreti: Murray Melvin (Bilies Manger), Matt Rippy (capitano Jack Harkness), Peter Sandys-Clarke (Tim)

## La fine dei giorni
- Titolo originale: End of days
- Diretto da: Ashley way
- Scritto da: Chris Chibnall

### Trama
Le strane apparizioni come gli UFO sopra al Taj Mahal, antichi romani o persone medievali affette da peste nera, sono le conseguenze di quando Owen ha azionato il "manipolatore del Tempo" aprendo la Fessura spazio-temporale, poi diventata instabile. Toshiko ha una visione della madre che predice un futuro nero per l'umanità; lo stesso capita a Ianto con Lisa e, successivamente, a Owen con Diane. A Gwen invece appare Bilies Manger che, rintracciatolo nel suo negozio di orologi, le mostra un futuro prossimo dove Rhys muore. Gwen porta Rhys nelle celle del Torchwood, ma Bilies lo trova e lo uccide. Quelli del Torchwood decidono, nonostante Jack non approvi, di riaprire la Fessura spazio-temporale; Jack si oppone e dunque Owen lo uccide sparandogli, ma lui torna in vita e tutti così scoprono il segreto della sua immortalità. Riaprendo la crepa riportano tutto alla normalità, ma liberano il Figlio della Bestia, l'Abaddon, un gigantesco mostro che si ciba di vita umana con la propria ombra. Jack offre alla creatura la sua energia vitale, che essendo lui immortale è praticamente infinita, riesce così a sovraccaricare e distruggere il mostro, ma anche il capitano muore; un bacio di Gwen lo riporta in vita. Infine, Jack sente il rumore dell'arrivo del TARDIS, inoltre la mano amputata del Dottore inizia ad agitarsi, quindi Jack sparisce capendo che il suo amico è tornato, per ricongiungersi con lui.
- Altri interpreti: Murray Melvin (Bilies Manger), Caroline Chikezie (Lisa Hallett), Louise Delamere (Diane Holmes), Tom Price (PC Andy Davidson), Noriko Aida (madre di Toshiko), Paul Kasey (Weevil)
- Note: questo episodio è in coerenza con l'arco narrativo dell'episodio della terza stagione di Doctor Who, intitolato Utopia, dato che è stato in quel frangente che il Dottore e Jack si sono ricongiunti.